# Jan Oswald
Jan Oswald (30. ledna 1890, Hluboká nad Vltavou – 31. ledna 1970, České Budějovice) byl geolog, mineralog, spisovatel a středoškolský pedagog. Zaměřil se především na geologii a mineralogii jižních Čech. Jeho vrcholným dílem, ve kterém shrnul téměř 50 let své práce, byla publikace Jihočeské nerosty a jejich naleziště (1959) věnovaná památce akademika Františka Slavíka. V publikaci se zaměřil na geologická specifika jižních Čech, vliv magneziových silikátů, popis jednotlivých nerostů včetně lokálních souvislostí jejich vzniku, charakteristiku jednotlivých lokalit a souhrnný seznam jihočeských nerostů. Publikace nebyla co do komplexnosti a rozsahu dosud překonána. Mimo mineralogii se autor v několika publikacích věnoval také problematice tektitů – vltavínů.

## Objev niklových ložisek
Jeden z nejzajímavějších mineralogických objevů Oswald učinil při hledání příčiny zeleného zbarvení opálů v okolí Bohouškovic u Křemže. Původně se domníval, že by příčinou mohl být chrom, ale rozborem zjistil, že pochází od sloučenin niklu. Tato informace se ústní cestou donesla roku 1940 okupantům, kteří u Bohouškovic, Stupné, Chmelné a u Brloha provedli zkušební vrty, později i hlubší jámy a plánovali zde zřídit doly na nikl. Podle Oswalda byly zjištěny v podobě jablečně zelených žil snad numeit, pimelit a garnierit s obsahem 4-13 % niklu. Předpokládal, že tyto minerály vznikly rozkladem původních niklových rud uložených ve větší hloubce (gersdorfit NiAsS, ullmannit NiSbS, případně pentlandit [FeNi]S a polydymit Ni4S5). Okupanti již doly nestihli zřídit, takže ložiska zůstala nedotčená.